# Michel Olçomendy
Michel Olçomendy (en chinois : 奧爾科曼迪, Ōuěr KēMànDí), né le 29 août 1901 à Saint-Étienne-de-Baïgorry dans les Basses-Pyrénées et mort le 4 juillet 1977 à Singapour, est un évêque catholique français, et de 1972 à 1977, le premier archevêque de Singapour.

## Biographie
Michel Olçomendy est ordonné prêtre pour les Missions étrangères de Paris le 29 mai 1926. 

### Ministères exercés
Nommé évêque de Malacca le 9 janvier 1947, il est ordonné le 1er juin par Mgr Frédéric Provost, alors vicaire apostolique de Birmanie méridionale. Le 19 septembre 1953, le diocèse est érigé en archidiocèse lors de la création des diocèses de Kuala Lumpur (en) et de Penang et il en devient le premier archevêque. En 1955, il devient archevêque de Malacca-Singapour et Métropolitain.
En 1972, lorsque l'archidiocèse change de nom, il devient archevêque de Singapour.
Il fut père conciliaire aux quatre sessions du Concile Vatican II.
Il est également président de la Conférence épiscopale de Malaisie de 1964 à 1969.
Il meurt à Singapour le 4 juillet 1977, quelques mois après s'être retiré de ses fonctions à l'âge de 75 ans (25 février 1977).